# Henriette de Lorraine (1605-1660)
Pour les articles homonymes, voir Henriette de Lorraine.
Henriette de Lorraine, princesse de Lixheim et de Phalsbourg, née le 7 avril 1605 à Nancy et morte le 16 novembre 1660 à Neufchâteau, était la fille de François, comte de Vaudémont,  troisième fils du duc Charles III, brièvement duc de Lorraine et de Bar en 1625 et de Claude de France et de Christine comtesse de Salm. Sœur cadette du duc Charles IV de Lorraine, elle fut une farouche opposante à l'oppression  française.
Nièce du duc Henri II de Lorraine, elle fut d'abord appelée Henriette de Vaudémont, et devint la princesse Henriette de Lorraine lorsque son père puis son frère devinrent les ducs de Lorraine François II et Charles IV en 1625.

## Enjeux matrimoniaux

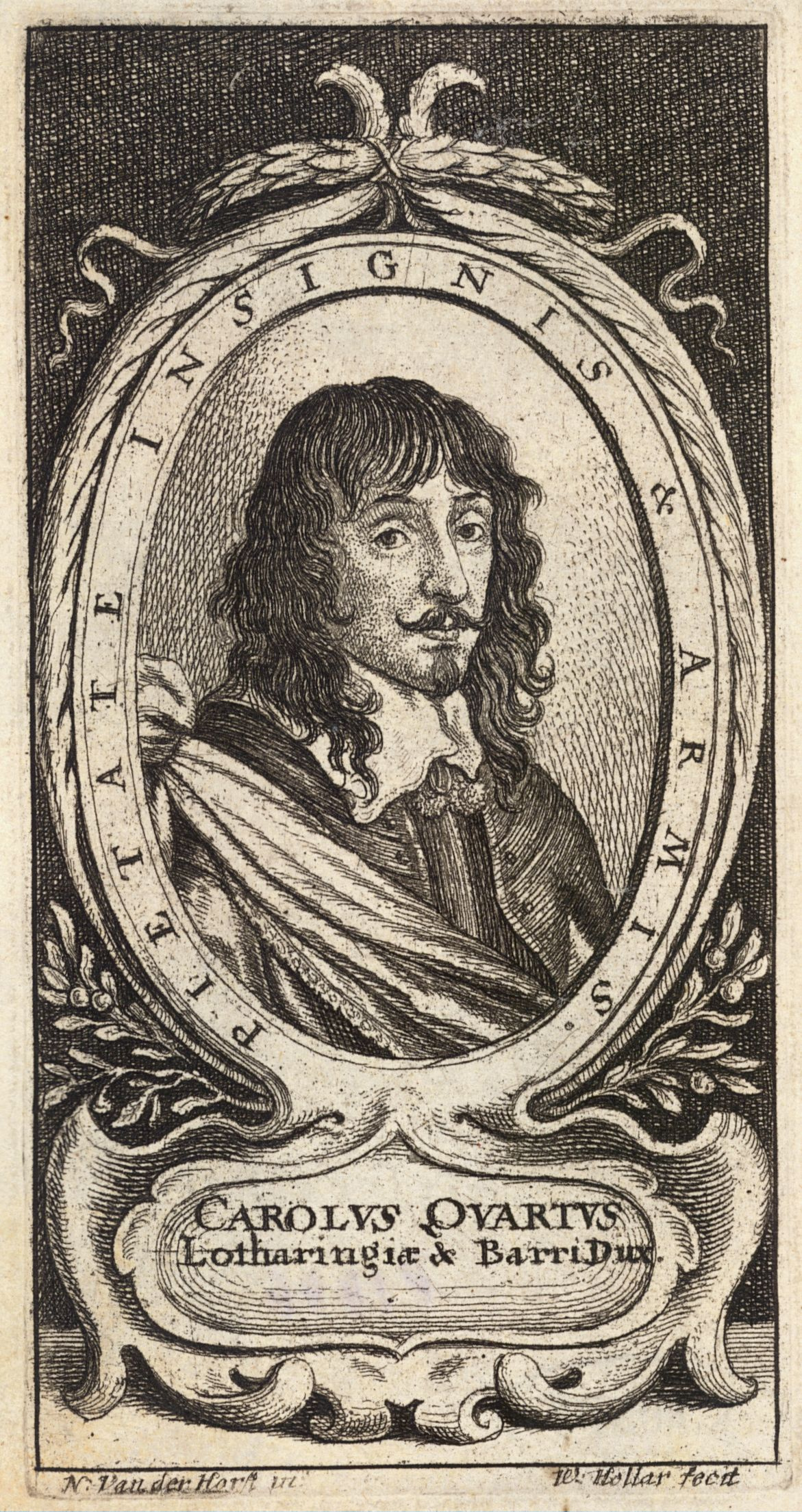
Charles IV de Lorraine, aussi fantasque et ambitieux que sa sœur.

Le duc Henri II avait eu sur le tard de sa seconde épouse Marguerite de Mantoue deux filles. Selon les coutumes des duchés, l'aînée était son héritière et devait lui succéder tout en transmettant ses droits à son époux comme l'avait fait deux siècles plus tôt la duchesse Isabelle Ire de Lorraine et son époux René d'Anjou.
Le duc désirait marier, avant son propre décès, sa fille et héritière Nicole qui avait 12 ans à son favori, Louis de Guise, baron d'Ancerville, homme talentueux mais bâtard du feu cardinal de Lorraine, alors âgé de 32 ans.
La perspective de cette mésalliance à laquelle était condamnée l'héritière de l'antique Maison de Lorraine fit scandale au sein de la famille ducale et la noblesse lorraine.
Il fut alors décidé que Nicole épouserait le plus proche héritier du trône en ligne masculine, son cousin Charles de Lorraine, fils aîné du comte de Vaudémont, frère du duc. Âgé de 16 ans, le prince Charles était un jeune homme fougueux, officier respecté qui s'était distingué à la bataille de la Montagne-Blanche. En compensation, Louis de Guise obtint la main d'une princesse de Lorraine de moindre rang : la nièce du duc, sœur de Charles, la princesse Henriette âgée de 15 ans. 
En 1621, tandis que la duchesse héritière Nicole, 13 ans, épousait son cousin Charles de Vaudémont, 17 ans, Henriette de Vaudémont, âgée de 16 ans, épousait ainsi Louis de Guise, baron d'Ancerville, qui en avait 33.
Brillant mariage pour un bâtard, c'était une mésalliance pour la princesse. 
Le duc Henri II était mort en 1624. Nicole et Charles montèrent sur le trône. Le couple régna d'abord d'un commun accord avant qu'un testament de leur ancêtre, le valeureux duc René II de Lorraine, victorieux de Charles le Téméraire et défenseur de l'indépendance des Duchés ne soit opportunément découvert. Ledit testament imposé la Loi salique. Le Parlement déclara le testament authentique. Nicole, âgée de 17 ans, ne put se défendre. Le couple ducal céda ses couronnes au plus proche parent mâle du feu duc Henri II, le comte de Vaudémont qui monta sur le trône sous le nom de François II de Lorraine. Quelque temps plus tard, François II, qui n'avait guère le goût du pouvoir mais avait profité de son règne pour rembourser ses dettes, abdiqua en faveur de son fils qui n'était autre que l'ex-duc Charles IV qui, désormais, régnait seul et tenta vainement de faire annuler son mariage.

## Princesse de Phalsbourg et Lixheim

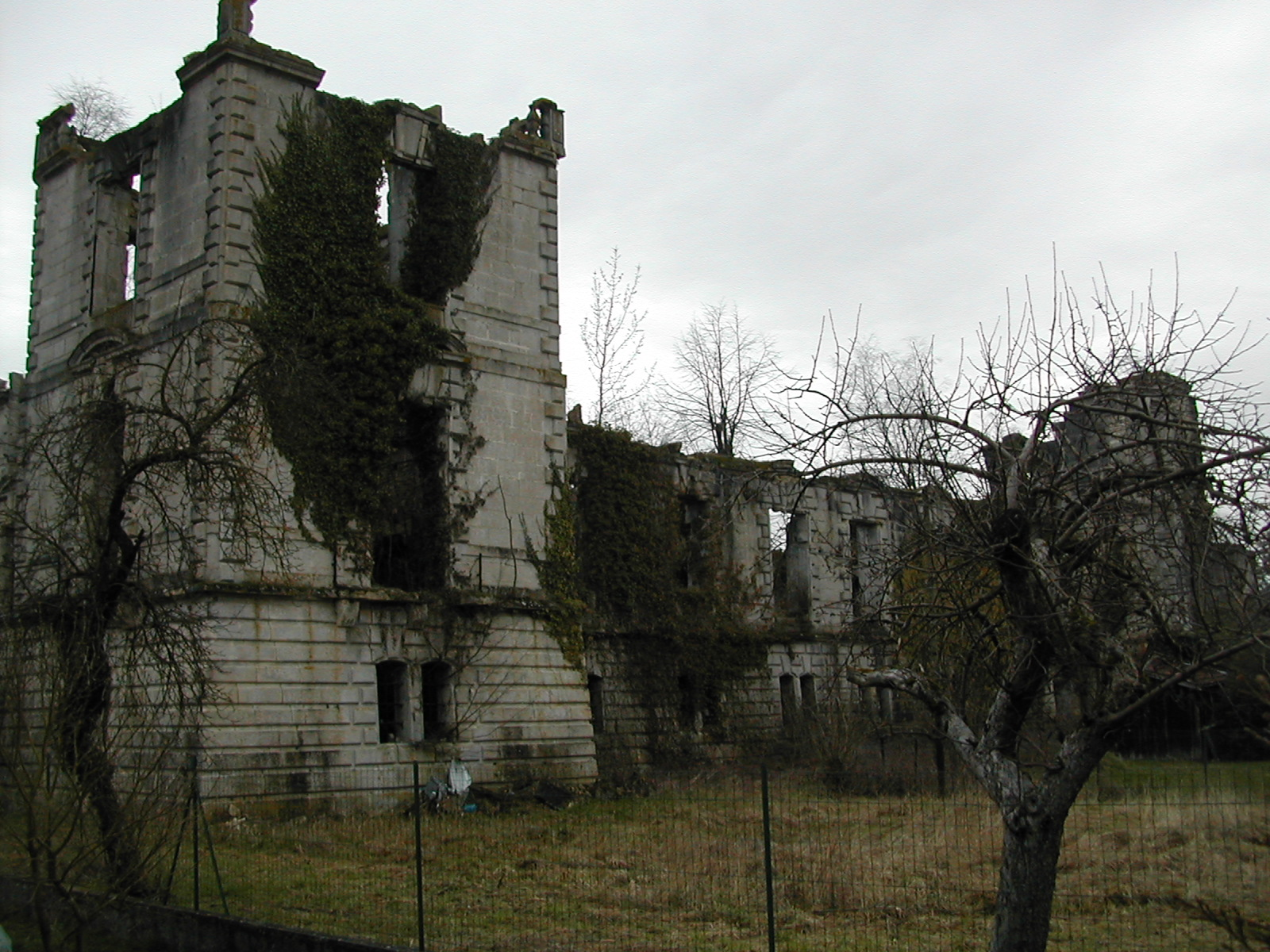
Château d'Henriette de Lorraine à Sampigny.

La baronne d'Ancerville se montra dès le début de son mariage assez volage. Son mari qui ne se plaisait pas dans les résidences de son épouse regagna Nancy dès 1623 puis, alors que l'Empire était la proie de la guerre de Trente Ans,  suivit le duc son beau-frère qui s'en allait guerroyer en Bavière où régnait le Duc-Électeur Maximilien Ier époux de leur tante la princesse Élisabeth de Lorraine. Devenu seul duc, Charles IV réunit en 1629, pour Louis et Henriette, les villes de Phalsbourg et Lixheim aux confins des Vosges en une principauté. Ils furent connus dès lors comme prince et princesse de Phalsbourg.
Ils n'en firent pas moins reconstruire un château à Sampigny dans le duché de Bar. Le baron d'Ancerville ne jouit pas très longtemps de son titre de prince, il mourut en Bavière en 1631.
Devenue veuve, Henriette séjourna dans sa principauté de Lixheim, où des pièces de monnaie à son effigie, dénommées doubles tournois, furent frappées en 1633 et 1634. Les heureux jours du Duché de Lorraine et de Duché de Bar étaient comptés.

## L'invasion française, l'exil, la résistance
Souverain inconséquent, Charles IV accueillit à bras ouvert Gaston d'Orléans, frère cadet et héritier rebelle du roi Louis XIII de France. Pire encore, il accorda au prince la main de sa sœur, la douce Marguerite de Lorraine que le prince Français surnommait Angélique. Ce faisant, le jeune duc de Lorraine et de Bar s'attirait les foudres de son puissant voisin Louis XIII de France et de son implacable ministre le cardinal de Richelieu.
En 1633, le roi de France, qui occupait déjà les régions de Verdun, de Metz et de Toul, fit entrer ses armées dans les duchés de Bar et de Lorraine. L'occupation de la Lorraine et du Barrois provoqua l'éparpillement de la famille ducale, contraignit Charles à l'abdication. La duchesse Nicole, considérée comme héritière légitime des duchés par les Français, fut derechef envoyée à Paris où elle bénéficiait de la "protection" du roi. Le cardinal Nicolas-François, frère cadet de Charles IV, après avoir joué le cardinal français, renonça à la pourpre puis épousa sa cousine Claude-Françoise de Lorraine, sœur de la duchesse Nicole et également héritière potentielle des duchés avant de s'enfuir pour la Toscane où régnait leur neveu Ferdinand II de Médicis.  Henriette, jeune veuve sans enfant, trouva l'exil aux Pays-Bas espagnols après une fuite assez romanesque qui la mena de Nancy à Bruxelles en passant par la Franche-Comté.

## Mariages et remariages
Pendant son exil, Henriette se trouvant à court d'argent épousa en 1644 un gentilhomme espagnol, don Carlos de Guasco, marquis de Sallario, général d’artillerie, réputé fort riche qui mourut peu après.  Henriette s'aperçut alors que son mari ne possédait aucune fortune.
Elle convola ensuite avec Christophe de Moura, qui également succomba peu après.
Toujours à court d'argent, la princesse se remaria une quatrième fois en 1649, à 44 ans, avec son créancier principal, le marquis François Grimaldi, noble génois apparenté aux princes de Monaco de 23 ans son cadet qui ne dédaignait pas de trafiquer dans la banque à Anvers. Comme ses époux précédents, il reçut à son tour le titre de prince de Phalsbourg et Lixheim.
La princesse Henriette de Lorraine se maria quatre fois et n'eut qu'une fille décédée très tôt.

## Le retour sur la terre de ses ancêtres
Avec ce dernier époux, Henriette revint enfin en Lorraine, avant même la relative pacification qui, par le traité de Vic-sur-Seille (1661), suivit le traité des Pyrénées (1659).
Le château de Sampigny ayant été dévasté par les années de guerre, Henriette et son époux durent entreprendre de le remettre en état grâce à la fortune du marquis ; ils séjournèrent alors à Neufchâteau dont Henriette possédait la seigneurie. Elle y mourut en 1660. Elle fut inhumée dans le caveau de l’église Sainte-Lucie de Sampigny auprès de son premier mari.
Henriette possédait également la terre de Saint-Avold où elle fonda un monastère de bénédictines. On trouve dans le château de cette ville, devenue mairie, un portrait de la princesse peint par Van Dyck.
Henriette de Lorraine n’ayant pas d'héritiers directs, ses terres firent retour au domaine ducal par un arrêt de la Chambre des comptes de Lorraine daté de 1661, hormis la principauté de Lixheim et le château de Sampigny dont François Grimaldi conserva la jouissance sa vie durant. Le prince fut également enterré à l'église de Sampigny après sa mort en 1693.